# Cyanicula sericea
Cyanicula sericea é uma espécie de orquídeas geófitas, família Orchidaceae, do sudoeste daAustrália, onde habitam ambientes diversos, sempre com clima marcadamente sazonal. São plantas anuais que crescem solitárias ou em grupos pequenos durante o outono e inverno e florescem no fim do inverno. Sua floração é estimulada por incêndios ocasionais de verão. De cultivo difícil, são compostas por tubérculos completamente recobertos por uma túnica fibrosa, sem raízes, de caules curtos, eretos, não ramificados, com uma única folha membranácea plana basal, ovalada, recoberta por pilosidades, inflorescência terminal, com somente até quatro flores ressupinadas azuladas ou brancas, de segmentos livres e bastante similares. O labelo é muito menor que os outros segmentos, simples ou trilobado, com calos alinhados pelo menos até a metade do disco, preso à coluna por uma garra basal, inteiramente recoberto por pequenas glândulas, normalmente as mais próximas à base, de formato diferente. A coluna é curva e delicada, apoda, com antera terminal e quatro polínias. O nome do gênero nome vem do grego cyano, azul, em alusão à cor das flores da maioria das espécies. Até 2000 este gênero era considerado uma seção de Caladenia.

## Publicação e sinônimos
- Cyanicula sericea (Lindl.) Hopper & A.P.Br., Lindleyana 15: 124 (2000).

Sinônimos homotípicos:
- Caladenia sericea Lindl., Sketch Veg. Swan R.: 52 (1839).
- Pentisea sericea (Lindl.) Szlach., Polish Bot. J. 46: 20 (2001).